# Robert Bredaz
Robert Bredaz (* 7. Dezember 1892 in Chevilly; † 19. November 1952 in Lausanne, heimatberechtigt in Chevilly) war ein Schweizer Politiker (FDP).

## Biografie
Bredaz besuchte von 1909 bis 1911 die École industrielle in Lausanne sowie die Landwirtschaftsschule in Cernier. Er arbeitete von 1911 bis 1916 im Eidgenössischen Statistischen Amt in der Sektion Landwirtschaft. Ab dem Jahre 1917 bewirtschaftete er ein landwirtschaftliches Gut in La Chaux.
Sein erstes politisches Amt nahm er von 1918 bis 1922 als Munizipalrat und anschliessend von 1922 bis 1934 als Gemeindepräsident von La Chaux wahr. Im Jahre 1925 wurde er in den Grossen Rat des Kantons Waadt gewählt und hatte dort bis 1945 Einsitz. Von 1929 bis 1931, sowie im Jahre 1952 war er im Nationalrat.
Ab 1926 war er Mitglied der Synode, sowie ab 1934 Mitglied des Synodalrats. Ferner war er von 1944 bis 1951 Vizepräsident und anschliessend von 1951 bis 1952 Präsident der kantonalen Fürsorgekammer. Weiter war Bredaz von 1942 bis 1951 stellvertretender Regierungsstatthalter des Bezirks Cossonay.